# La Roda de Andalucía
La Roda de Andalucía település Spanyolországban, Sevilla tartományban. La Roda de Andalucía Alameda, Humilladero, Sierra de Yeguas, Pedrera, Estepa, Casariche és Fuente de Piedra községekkel határos. Lakosainak száma 4180 fő (2024).

## Népesség
A település népessége az elmúlt években az alábbi módon változott:
| Lakosok száma | 4206 | 4260 | 4397 | 4421 | 4381 | 4297 | 4277 | 4183 | 4230 | 4180 |
|               | 2001 | 2004 | 2007 | 2009 | 2012 | 2014 | 2017 | 2019 | 2022 | 2024 |